# Legend (Album, Bob Marley and The Wailers)
Legend ist ein Greatest-Hits-Album der jamaikanischen Reggae-Band Bob Marley and the Wailers. Es wurde fast drei Jahre nach Bob Marleys Tod am 8. Mai 1984 durch Island Records als Schallplatte veröffentlicht. Die Zusammenstellung beinhaltet zehn der elf Hits, die bei Erstveröffentlichung des Albums in die UK Top 40 gelangt waren, sowie drei Songs, die Marley mit der Ursprungsbesetzung der Wailers 1972 einspielte, und den auf dem Album Uprising veröffentlichten Redemption Song.
Legend wurde über 25 Millionen Mal verkauft und ist damit nicht nur das erfolgreichste Album des Reggae-Genres überhaupt, sondern auch eines der weltweit kommerziell erfolgreichsten Alben.

## Titelliste
1. Is This Love – 3:52
2. No Woman, No Cry – 7:07
3. Could You Be Loved? – 3:55
4. Three Little Birds – 3:00
5. Buffalo Soldier – 4:17
6. Get Up, Stand Up – 3:16
7. Stir It Up – 5:33
8. One Love / People Get Ready – 2:51
9. I Shot The Sheriff – 4:41
10. Waiting In Vain – 4:15
11. Redemption Song – 3:49
12. Satisfy My Soul – 4:31
13. Exodus – 7:35
14. Jammin’ – 3:31

### Weitere Auflagen
Eine Musikkassetten-Auflage enthielt 1984 mit Easy Skanking und Punky Reggae Party, Marleys elftem britischen Top-40-Hit, zwei zusätzliche Songs. 1990 erschien eine CD-Neuauflage auf Marleys jamaikanischem Label Tuff Gong, das im Gegensatz zur ursprünglichen Version, die die verkürzten Single-Versionen der Titel beinhaltete, mehrere Titel (No Woman, No Cry, Exodus) in längeren Album-Versionen anbot.

#### 2002er-Neuauflage (Digitally Remastered)
2002 erschien eine digital remasterte Neuauflage des Albums mit den beiden Bonustiteln der Kassetten-Auflage:
1. Is This Love
2. No Woman No Cry
3. Could You Be Loved?
4. Three Little Birds
5. Buffalo Soldier
6. Get Up, Stand Up
7. Stir It Up
8. Easy Skanking
9. One Love / People Get Ready
10. I Shot the Sheriff
11. Waiting in Vain
12. Redemption Song
13. Satisfy My Soul
14. Exodus
15. Jamming
16. Punky Reggae Party

Diese Neuauflage erschien ebenso in einer so genannten Deluxe-Ausgabe mit einer zusätzlichen CD:
1. One Love / People Get Ready (Extended version)
2. Waiting in Vain (Remix)
3. Jamming (Remix)
4. Three Little Birds / Three Little Birds (Dub version)
5. Could You Be Loved (Remix)
6. No Woman No Cry (Remix)
7. Coming in from the Cold (Remix)
8. Buffalo Soldier (Remix)
9. Jamming (Remix)
10. Waiting in Vain (Remix)
11. Exodus (Remix)
12. Lively up Yourself (Remix)
13. One Love / People Get Ready (Dub version)

## Rezeption

### Kritische Würdigung
Legend fasst die größten Erfolge von Bob Marley and the Wailers zusammen. Dabei wird prinzipbedingt das eher Ska-beeinflusste Frühwerk kaum berücksichtigt. Marleys Rolle als politischer Kommentator wird nur durch wenige Songs wie Redemption Song oder One Love/People Get Ready dargestellt. Das Album wird als ein guter Einstieg in Marleys Gesamtschaffen bezeichnet.
Legend ist in der Liste der 500 besten Alben aller Zeiten des Musikmagazins Rolling Stone auf Platz 46 zu finden. Dabei wird das Album als “a comprehensive, single-disc example of the universal soul he brought to Jamaican rhythm and Rastafarian spirituality” (Rolling Stone, deutsch: „ein zusammenfassendes, Einzel-Scheiben-Beispiel für die universelle Seele, die er dem Jamaikanischen Rhythmus und der Spiritualität der Rastafari gebracht hat“) beschrieben. In einer 2006 vom Time-Magazin veröffentlichten Liste der 100 besten Alben aller Zeiten belegte das Album Platz 41. Dabei wurde geäußert, dass Marley mit Burnin’ und Natty Dread gute Alben gemacht habe, aber vor allem diese postume Zusammenstellung den kompletten Marley einfange.
Laut All Music Guide ist Legend “The classic Marley album, the one that any fair-weather reggae fan owns” (Stephen Thomas Erlewine, deutsch: „das klassische Marley-Album, das jenige, das jeder Schönwetter-Reggae-Fan besitzt“). Das Album zeige, dass “the beauty and simplicity of Marley’s music was as important as his message” (Stephen Thomas Erlewine, deutsch: „die Schönheit und Einfachheit von Marleys Musik ebenso wichtig war wie seine Botschaft“). cdstarts.de vergibt dem Album 10/10 Punkte und erklärt, dass Legend „die besten Songs von Bob Marley in guter Klangqualität beinhaltet“ (Yannick Dittmer). Es sei besonders „für Leute geeignet, die nicht besonders mit dem Reggae vertraut sind“ (Yannick Dittmer).

### Popkulturelle Bezüge
Im Film I Am Legend gibt es zahlreiche Anspielungen auf Bob Marley. In einer Szene holt der von Will Smith gespielte Hauptcharakter das seiner Meinung nach beste Album aller Zeiten heraus, das zwar nicht namentlich genannt wird, aber durch das gleichzeitige Spielen von Stir it up wird klar, dass es sich bezugnehmend auf den Filmtitel um Marleys Legend handelt. Mit Three Little Birds, I Shot The Sheriff und Redemption Song kommen in dem Film insgesamt vier Songs von diesem Album vor.

## Kommerzieller Erfolg

### Chartplatzierungen
Legend ist das meistverkaufte Reggae-Album aller Zeiten. Bei seiner Veröffentlichung belegte Legend den Top Pop Catalog der Billboard-Charts für 17 aufeinanderfolgende Wochen und stellte damit einen neuen Rekord für Wiederveröffentlichungen auf. Es stand im Jahr 2000 immer noch in den Billboard-Charts. Das Album wurde mehrfach mit einer Platin-Schallplatte und in den USA sogar mit einer Diamantenen Schallplatte ausgezeichnet.
In der Woche vom 20. September 2014 stieg das Album durch eine Discount-Aktion von Google Play von Platz 100 auf Platz 5 der US-Album-Charts.
| ChartsChartplatzierungen       | Höchstplatzierung | Wochen |
| ------------------------------ | ----------------- | ------ |
| Deutschland (GfK)              | 11 (95 Wo.)       | 95     |
| Österreich (Ö3)                | 5 (122 Wo.)       | 122    |
| Schweiz (IFPI)                 | 20 (196 Wo.)      | 196    |
| Vereinigte Staaten (Billboard) | 5 (… Wo.)         | …      |
| Vereinigtes Königreich (OCC)   | 1 (… Wo.)         | …      |

| ChartsJahrescharts (1984) | Platzierung |
| ------------------------- | ----------- |
| Deutschland (GfK)         | 57          |
| Österreich (Ö3)           | 18          |

| ChartsJahrescharts (1995)    | Platzierung |
| ---------------------------- | ----------- |
| Vereinigtes Königreich (OCC) | 85          |

| ChartsJahrescharts (1999)    | Platzierung |
| ---------------------------- | ----------- |
| Vereinigtes Königreich (OCC) | 92          |

| ChartsJahrescharts (2000)    | Platzierung |
| ---------------------------- | ----------- |
| Vereinigtes Königreich (OCC) | 76          |

| ChartsJahrescharts (2010)      | Platzierung |
| ------------------------------ | ----------- |
| Vereinigte Staaten (Billboard) | 145         |

| ChartsJahrescharts (2011)      | Platzierung |
| ------------------------------ | ----------- |
| Vereinigte Staaten (Billboard) | 149         |

| ChartsJahrescharts (2012)      | Platzierung |
| ------------------------------ | ----------- |
| Vereinigte Staaten (Billboard) | 128         |

| ChartsJahrescharts (2013)      | Platzierung |
| ------------------------------ | ----------- |
| Vereinigte Staaten (Billboard) | 112         |

| ChartsJahrescharts (2014)      | Platzierung |
| ------------------------------ | ----------- |
| Vereinigte Staaten (Billboard) | 77          |
| Vereinigtes Königreich (OCC)   | 91          |

| ChartsJahrescharts (2015)      | Platzierung |
| ------------------------------ | ----------- |
| Vereinigte Staaten (Billboard) | 70          |
| Vereinigtes Königreich (OCC)   | 69          |

| ChartsJahrescharts (2016)      | Platzierung |
| ------------------------------ | ----------- |
| Vereinigte Staaten (Billboard) | 81          |
| Vereinigtes Königreich (OCC)   | 31          |

| ChartsJahrescharts (2017)      | Platzierung |
| ------------------------------ | ----------- |
| Vereinigte Staaten (Billboard) | 73          |
| Vereinigtes Königreich (OCC)   | 38          |

| ChartsJahrescharts (2018)      | Platzierung |
| ------------------------------ | ----------- |
| Vereinigte Staaten (Billboard) | 78          |
| Vereinigtes Königreich (OCC)   | 38          |

| ChartsJahrescharts (2019)      | Platzierung |
| ------------------------------ | ----------- |
| Vereinigte Staaten (Billboard) | 61          |
| Vereinigtes Königreich (OCC)   | 48          |

| ChartsJahrescharts (2020)      | Platzierung |
| ------------------------------ | ----------- |
| Vereinigte Staaten (Billboard) | 60          |
| Vereinigtes Königreich (OCC)   | 21          |

| ChartsJahrescharts (2021)      | Platzierung |
| ------------------------------ | ----------- |
| Vereinigte Staaten (Billboard) | 60          |
| Vereinigtes Königreich (OCC)   | 30          |

| ChartsJahrescharts (2022)      | Platzierung |
| ------------------------------ | ----------- |
| Vereinigte Staaten (Billboard) | 77          |
| Vereinigtes Königreich (OCC)   | 26          |

| ChartsJahrescharts (2023)      | Platzierung |
| ------------------------------ | ----------- |
| Vereinigte Staaten (Billboard) | 66          |
| Vereinigtes Königreich (OCC)   | 49          |

| ChartsJahrescharts (2024)      | Platzierung |
| ------------------------------ | ----------- |
| Vereinigte Staaten (Billboard) | 51          |
| Vereinigtes Königreich (OCC)   | 30          |

### Auszeichnungen für Musikverkäufe
| Land/Region                  | Auszeichnungen für Musikverkäufe (Land/Region, Auszeichnung, Verkäufe) | Verkäufe   |
| ---------------------------- | ---------------------------------------------------------------------- | ---------- |
| Argentinien (CAPIF)          | 4× Platin                                                              | 240.000    |
| Australien (ARIA)            | 6× Platin                                                              | 420.000    |
| Belgien (BRMA)               | 4× Platin                                                              | 200.000    |
| Deutschland (BVMI)           | Platin                                                                 | 500.000    |
| Finnland (IFPI)              | Gold                                                                   | 36.703     |
| Frankreich (SNEP)            | Diamant                                                                | 1.000.000  |
| Italien (FIMI)               | 2× Platin                                                              | 100.000    |
| Kanada (MC)                  | 2× Platin                                                              | 200.000    |
| Neuseeland (RMNZ)            | 20× Platin                                                             | 300.000    |
| Niederlande (NVPI)           | Platin (Ariola Benelux B.V.) · + Gold (Mercury Records BV)             | 140.000    |
| Norwegen (IFPI)              | Gold                                                                   | 25.000     |
| Österreich (IFPI)            | 2× Platin                                                              | 100.000    |
| Polen (ZPAV)                 | Gold                                                                   | 50.000     |
| Schweden (IFPI)              | Gold                                                                   | 50.000     |
| Schweiz (IFPI)               | 3× Platin                                                              | 150.000    |
| Spanien (Promusicae)         | Platin                                                                 | 100.000    |
| Vereinigte Staaten (RIAA)    | 18× Platin                                                             | 18.000.000 |
| Vereinigtes Königreich (BPI) | 15× Platin                                                             | 4.500.000  |
| Insgesamt                    | 5× Gold · 69× Platin · 2× Diamant ·                                    | 26.111.703 |

Hauptartikel: Bob Marley/Auszeichnungen für Musikverkäufe